# FC MK Etanchéité
El FC MK Etanchéité es un equipo de fútbol de Congo-Kinshasa que juega en la Linafoot, la liga de fútbol más importante del país.

## Historia
Fue fundado en el año 1995 en la capital Kinshasa y ha pasado la mayor parte de su historia en las ligas regionales de la República Democrática del Congo hasta la temporada 2013, año en el que consiguió su primer título importante tras ganar la Copa de Congo y de ascender a la Linafoot.
A nivel internacional han participado en dos torneos continentales, donde su mejor participación ha sido en la Copa Confederación de la CAF 2015, en la que fueron eliminados en la segunda ronda por el Warri Wolves de Nigeria.

## Palmarés
- Copa de Congo: 2

2013, 2014

## Participación en competiciones de la CAF
| Temporada | Torneo                       | Ronda      | Club            | Casa | Visita | Global      |
| --------- | ---------------------------- | ---------- | --------------- | ---- | ------ | ----------- |
| 2014      | Copa Confederación de la CAF | Preliminar | Al-Ahli Atbara  | 0-0  | 1-1    | 1-1 (a)     |
| 2014      | Copa Confederación de la CAF | 1          | Ismaily SC      | 0-0  | 0-0    | 0-0 (3-4 p) |
| 2015      | Copa Confederación de la CAF | Preliminar | Étoile du Congo | 1-1  | 2-1    | 3-2         |
| 2015      | Copa Confederación de la CAF | 1          | Al-Ahly Shendi  | 5-1  | 1-2    | 6-3         |
| 2015      | Copa Confederación de la CAF | 1          | Warri Wolves    | 0-1  | 1-2    | 1-3         |

## Jugadores destacados
- Landu Bakala